# Audouinella
Audouinella (deutsch Schwarze Pinselalge, englisch kurz als black algae, black brush algae, aber auch black beard algae, BBA, genannt) ist eine weit verbreitete Gattung von Rotalgen, die in Meeres- und Süßwasserumgebungen vorkommt.
Sie ist in Aquarien besonders lästig, da die meisten algenfressenden Fische und Wirbellosen sie meiden.
Unter den Rotalgen werden die Arten der beiden Gattungen Audouinella und Rhodochorton nicht-taxonomisch auch als Pinselalgen bezeichnet.
Audouinella ist (trotz der engl. Bezeichnung als black beard algae) zu unterscheiden von der Gattung Compsopogon, die zu einem anderen Zweig der Rotalgen gehört und deren Mitglieder deutsch „Bartalgen“ genannt werden.

## Erstbeschreibung und Etymologie
J. B. Bory de Saint-Vincent benannte die Gattung im Jahr 1823 zu Ehren seines Mitherausgebers des Dictionnaire Classique d'Histoire Naturelle, dem französischen Entomologen Jean Victor Audouin (1797–1841).
Die Schreibweise Audouinella hat sich gegenüber dem ursprünglichen Auduinella durchgesetzt.

## Beschreibung

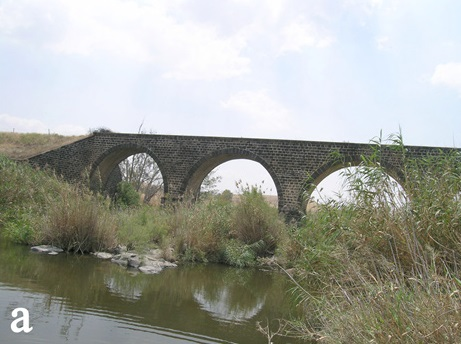
Habitat von A. hermannii am Unterlauf des Jordan bei Gesher.

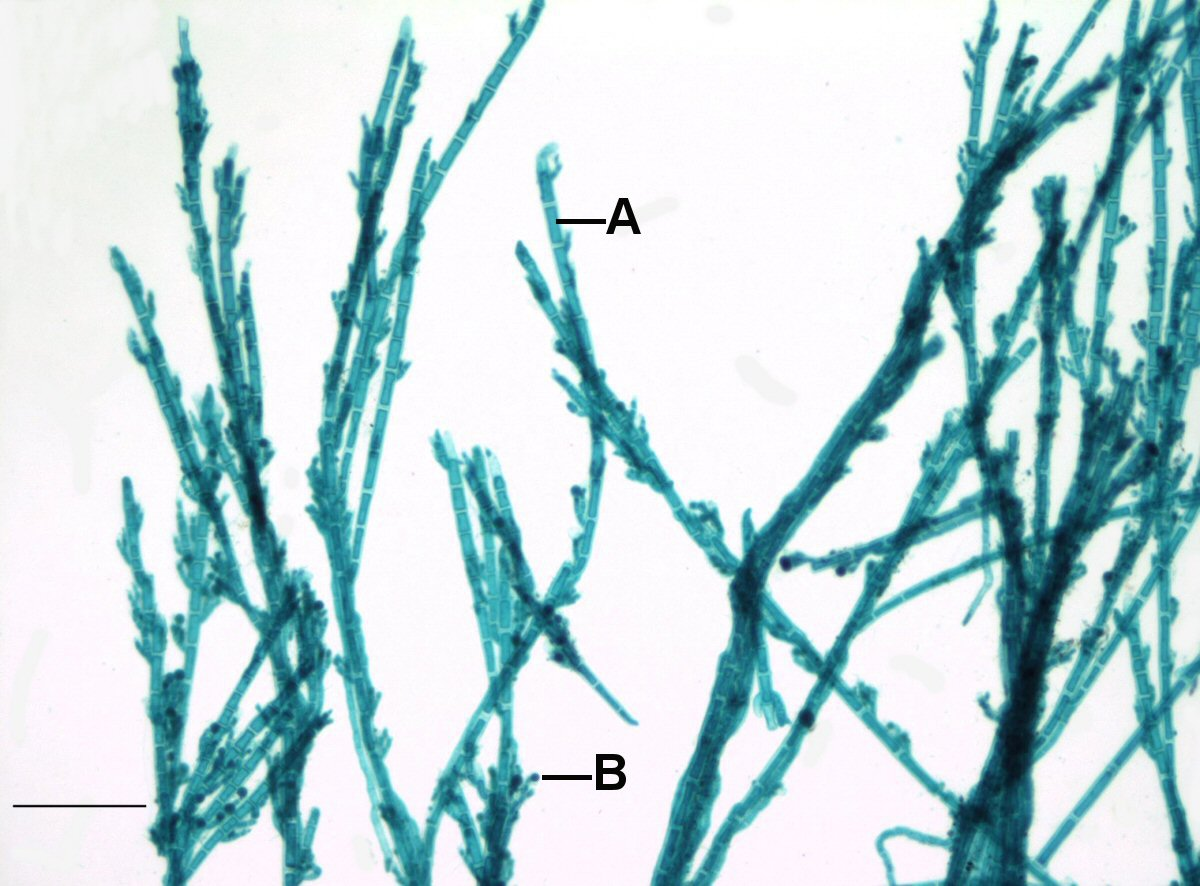
Die LM-Aufnahme von Audouinella sp. zeigt das Verzweigungsmuster der mit Gametangien bedeckten Süßwasser-Rotalge. A: Einzelne Zelle, B: Gametangien. Balken: 0,2 mm.

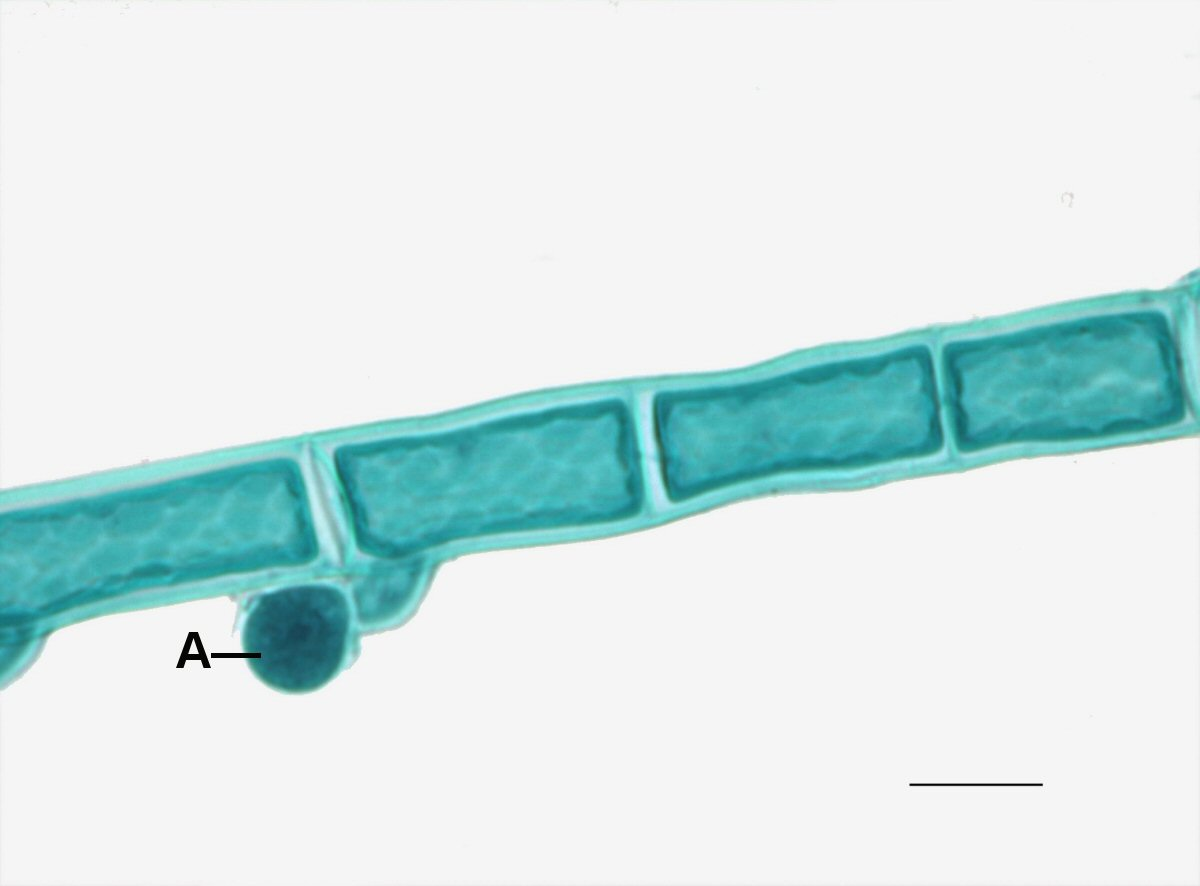
Die LM-Aufnahme von Audouinella sp. zeigt die Süßwasser-Rotalge mit einem spießenden Gametangium (A). Balken: 0,02 mm.

Die Audouinella-Arten sind nicht alle schwarz – sie wachsen als kleine Büschel roter, brauner oder schwarzer haarähnlicher Fäden (Filamente) auf jeder festen Oberfläche – am besten im Süßwasser an den Rändern langsam wachsender Blätter.
Ihre Thalli bestehen aus einachsigen Fäden, die typischerweise in dichten Büscheln wachsen und deren Enden oft wie längliche „Haare“ erscheinen.
Diese aufrechten Fäden bestehen aus zylindrischen Zellen mit einseitigen, gegenüberliegenden oder abwechselnden Verzweigungen.
An der Basis gibt es dagegen rhizoidale Auswüchse (d. h. in derArt von Wurzelhaaren).
Zusammen mit Arten der Gattung Rhodochorton werden diese Algen daher nicht-taxonomisch auch als Pinselalgen bezeichnet.
Die Zellen enthalten ein bis mehrere rötliche Plastiden ohne Pyrenoide.

## Fortpflanzung
Die Audouinella-Arten pflanzen sich über Sporen fort, meist ungeschlechtlich, in seltenen Fällen ist auch sexuelle Fortpflanzung bekannt.
Die geschlechtliche Fortpflanzung geschieht durch farblose Spermatangien (die männlichen Gameten produzierend) und Carpogonien (weiblichen Gameten).

## Ökologie
Audouinella-Arten sind in der Regel tolerant gegenüber starker Verschmutzung und Übersäuerung und ernähren sich von gelöstem Phosphaten und Nitraten.
Die Gattung befällt gerne Aquarien; in natürlichen Ökosystemen findet man sie auch in unverschmutzten Gewässersystemen.

### In Aquarien
Zwar möchten Aquarienbesitzer das Wachstum der schwarzen Pinselalgen meist unterbinden, das Wachstum bestimmter Audouinella -Arten kann aber auch erwünscht sein (Kultivierung).
Das Wachstum kann durch Variation der Kohlendioxid-Konzentration im Wasser gesteuert werden: Hohe CO2-Konzentrationen hemmen, begrenzte Konzentrationen förden das Wachstum der Algen.
Tests auf Keimung und neues Wachstum unter Verwendung der Düngemittel Nitrat (NO3) und Phosphat (PO4) waren auch nach zehn Jahren Beobachtung negativ. Auch wenn noch andere mögliche Mittel zur Förderung des Wachstums existieren, ist nach Praxistests von Aquarianern die Anpassung der CO2-Konzentration die konsequenteste Methode.

## Artenliste
Artenliste mit Stand 29. November 2029:
- Audouinella amahatana (Kumano) Garbary, 1987(A,W)
- Audouinella armoricanum Dizerbo, 2007(?A,W)
- Audouinella beardsleei (Wolle) F. D. Ott, 2009(A,W)
- Audouinella blumii Woelkerling, 1971(A,W)
- Audouinella boweri (Murray & E. S. Barton) Hamel, 1925(A,W)
- Audouinella callithamnionoides (Nakamura) Garbary, 1979(W) [Audouinella callithamnioides (Nakamura) Garbary, 1979(A)]
– in der AlgaeBase ein Synonym für Rhodochorton callithamnioides Nakamura 1944(A)
- Audouinella chalybea (Roth) Bory, 1823(A,W)
  - Audouinella chalybaea var. xuzhouensis Hua & Xie 2000(A)
- Audouinella cheminii Dizerbo, 2007(?A,W)
- Audouinella chnoosporae (Børgesen) Garbary, 1987(O,W)
– in der AlgaeBase ein Synonym für Acrochaetium chnoosporae Børgesen 1942(A)
- Audouinella curviramulosa Luan, 1993(A,W)
- Audouinella cylindrica C.-C. Jao, 1940(A,W)
- Audouinella dalianensis L. Luan(A,W)
- Audouinella drewii (Baardseth) R. X. Luan & S. M. Zhang, 1998(A,W)
- Audouinella eugenea (Skuja) C-.C. Jao, 1940(A,W)[11]
  - Audouinella eugenea var. secundata C-.C. Jao 1941(A)
- Audouinella funiformis Bory de Saint-Vincent, 1823(?A,W)
- Audouinella godwardensis (R. J. Patel) Garbary, 1987(W)
– in der AlgaeBase ein Synonym für Acrochaetium godwardense R.J.Patel 1970(A)

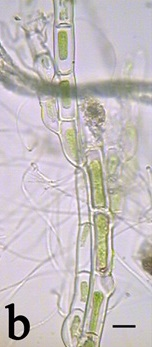
A. hermannii, Teil des Thallus. Balken: 10 µm.

- Audouinella hermannii (A. W. Roth) Duby, 1830(A,N,O,W) [Conferva hermannii Roth, 1797(N,W), Audouinella violacea(N,W), Audouinella miniata Bory de Saint-Vincent, 1823(W), kurz Bory, 1823(A)][12][13][14] (Typusart(A,W))
  - Audouinella violacea var. expansa (H. C. Wood) G. M. Smith 1933(A) [Chantransia expansa H. C. Wood 1869(A)]
- Audouinella heterospora S. L. Xie & Y. J. Ling 1998(N)
– in der AlgaeBase ein Synonym für Thorea hispida (Thore) Desvaux 1818.
- Audouinella huastecana Carmona & Necchi, 2001(A,W)
- Audouinella indica (S. K. S. Raikwar) Garbary, 1987(A,W)
- Audouinella jogensis Iyengar ex V. Krishnamurthy & M. Baluswami, 2000(A,W)
- Audouinella laminariae Dizerbo, 2007(?A,W)
- Audouinella liaonanensis Luan(A,W)
- Audouinella macrospora (Wood) Sheath & Burkholder 1985(N) [Chantransia macrospora H. C. Wood, 1873(N)]
– in der AlgaeBase ein Synonym für Batrachospermum macrosporum Montagne 1850(A)
- Audouinella manxiana Garbary, 1978(A,W)
- Audouinella mstinensis (Kamarov) Papenfuss, 1945(A,W)
- Audouinella neozeelandica (Levring) Garbary, 1987(O,W)
– in der AlgaeBase ein Synonym für Acrochaetium neozeelandicum Levring 1955(A)
- Audouinella parva Garbary, 1987(A,W)
- Audouinella patelii C. Shaji, 2006(A,W)
- Audouinella polymorpha (Möbius) F.D.Ott, 2009(A,W)
- Audouinella polyspora R. X. Luan(A,W)
- Audouinella pugettia Luan, 1993(A,W)

- Audouinella pygmaea (Kützing) Weber Bosse, 1921(A,W)

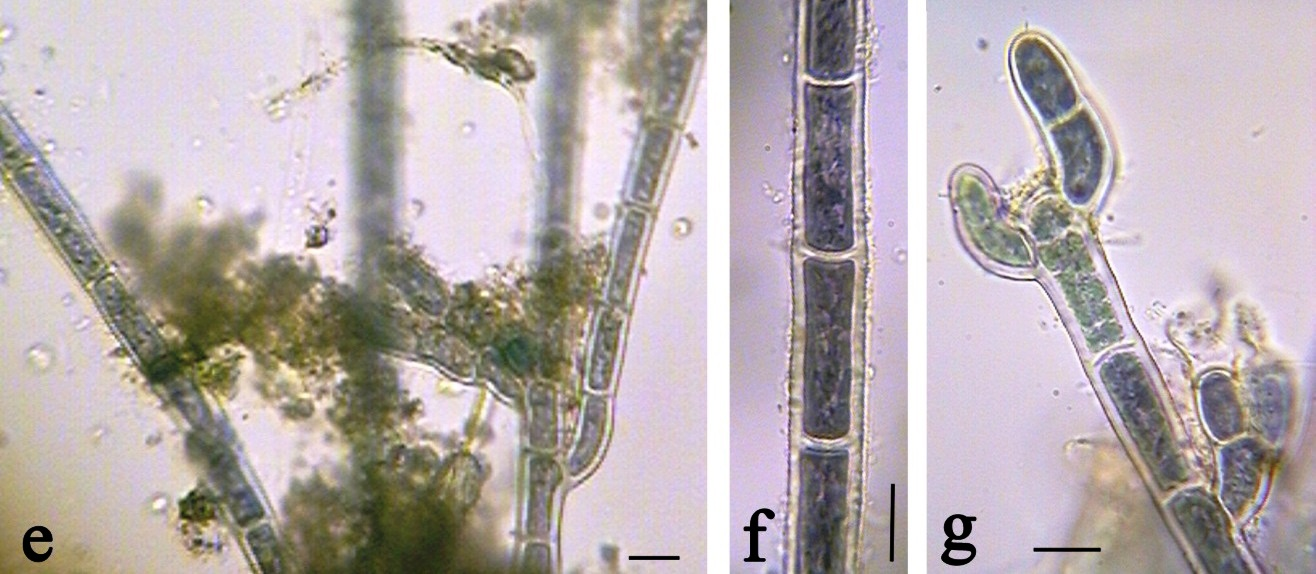
LM-Aufnahmen von A. pygmea. Balken jeweils 10 µm.

  - Audouinella pygmaea f. javaensis Weber Bosse 1921(A)
- Audouinella quilonensis C. Shaji & M. V. N. Panikkar, 1996(A,W)
- Audouinella sarmae (M.Khan) Garbary, 1987(A,W)
- Audouinella scopulata S. Skinner & T. J. Entwisle, 2001(A,W)
- Audouinella serpens (Israelson) Sheath ex Kumano, 2002(A,W)
- Audouinella sinensis C. C. Jao 1940(N) [Chantransia sinensis (Jao) Starmach 1977(N)]
– in der AlgaeBase ein Synonym für Pseudochantransia sinensis (C. C. Jao) F. D. Ott 2009(A)
- Audouinella sorocarpa R. X. Luan(A,W)
- Audouinella sphaerotrichia R. X. Luan(A,W)
- Audouinella spinulosa (Suhr) G. R. South & Tittley, 1986(W)
– in der AlgaeBase ein Synonym für Acrochaetium spinulosum (Suhr) Nägeli 1862(A)
- Audouinella streblocladiae (P. J. L. Dangeard) J. H. Price, 1986(A,W)
- Audouinella subtilis C. C. Jao, 1941(A,W)
- Audouinella tenella (Skuja) Papenfuss, 1945(A,W)
- Audouinella sp. 1hermannii(N)
- Audouinella sp. SAS08130(N)

Anmerkungen:
- (A)W– AlgaeBase[9]
- (N)W– Taxonomie des National Center for Biotechnology Information (NCBI)[15]
- (O)W– Ocean Biogeographic Information System (OBIS)[16]
- (W)N– World Register of Marine Species (WoRMS)[17]

   ? – Zugehörigkeit unsicher

## Historische Illustrationen

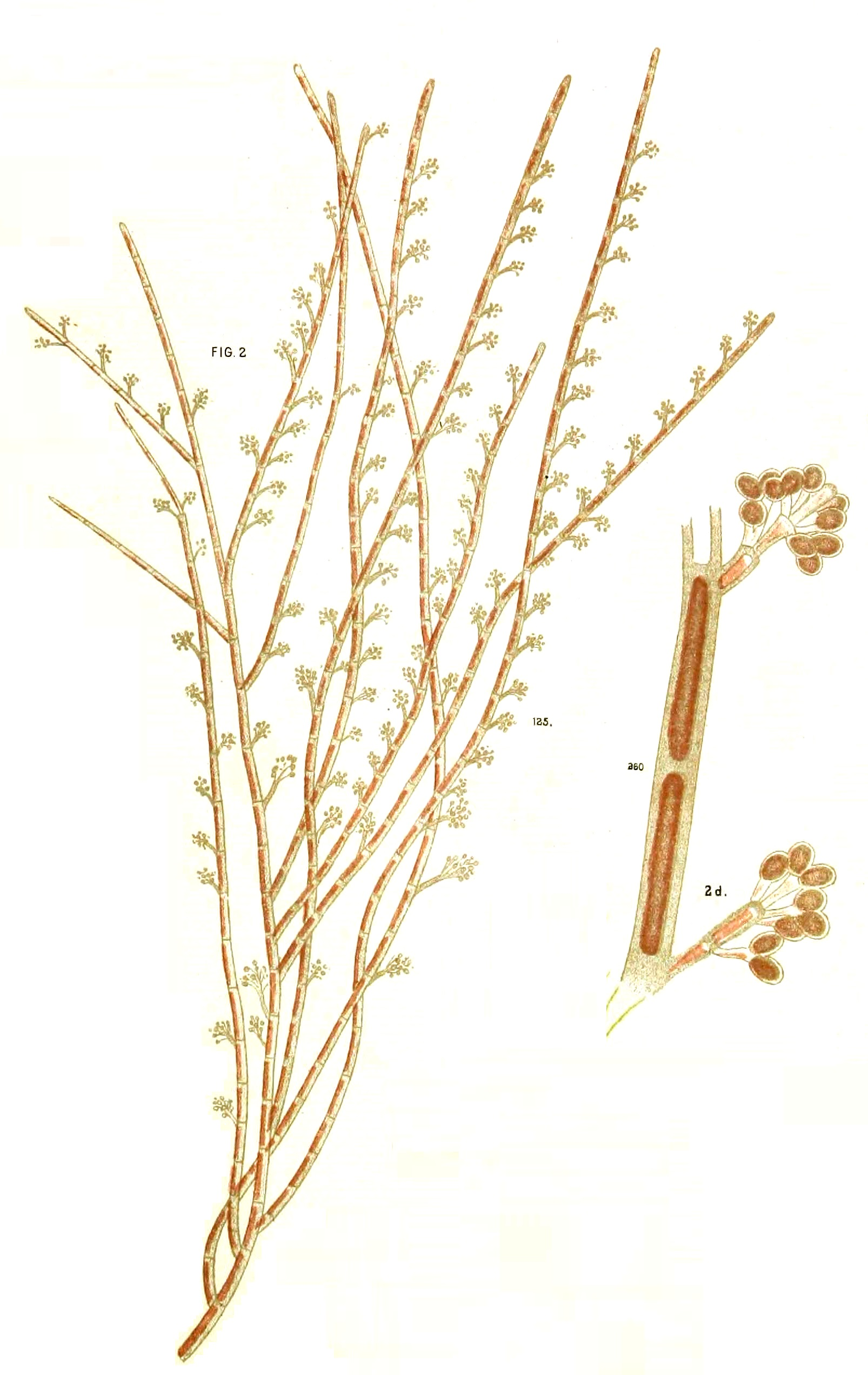
Audouinella violacea var. expansa [Chantransia macrospora]. Illustration von 1832.
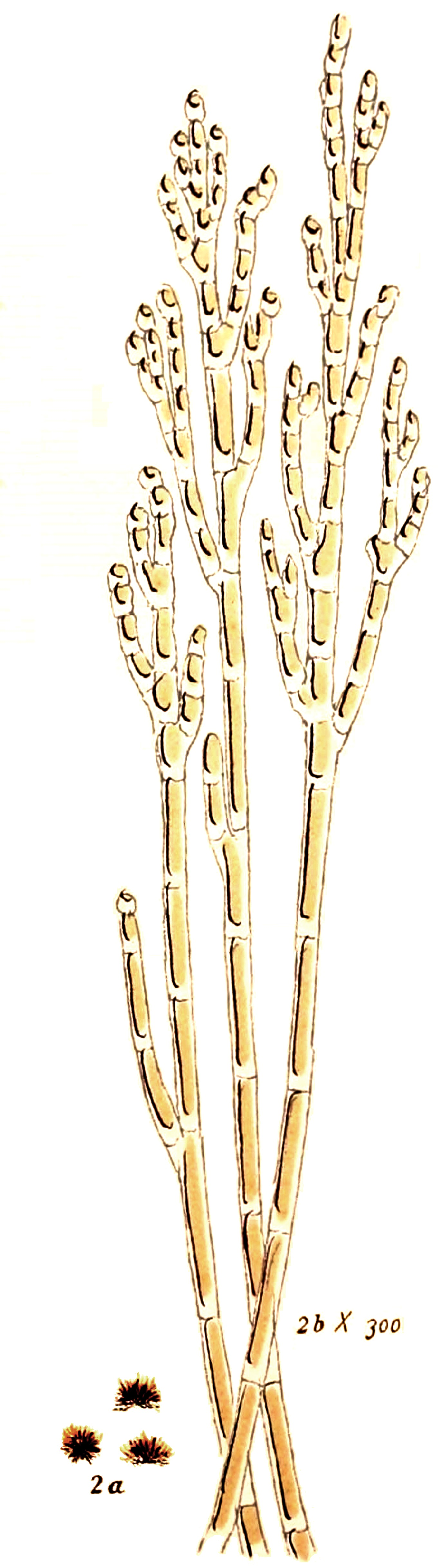
Audouinella pygmaea [Chantransia pygmaea]. Illustration von 1882/84.
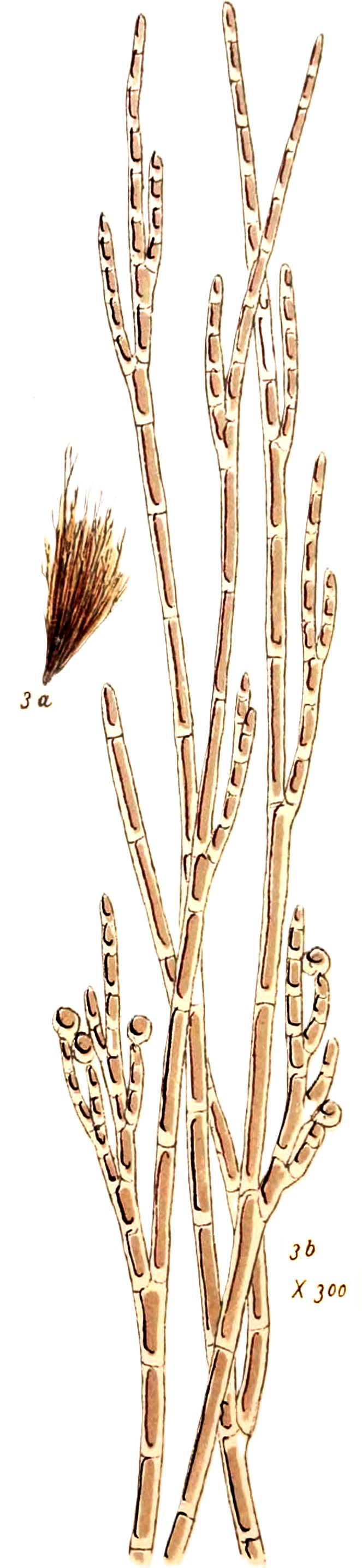
A. chalybea [Chantransia chalybea]. Illustr. von 1882/84.

Die Illustrationen sind digital nachbearbeitet, die Farben entsprechen möglicherweise nicht dem Original.